# ستيفان يانيف
ستيفان يانيف (بالبلغارية: Стефан Янев)‏ هو صحافي ولاعب كرة قدم بلغاري في مركز الوسط، ولد في 3 أبريل 1939 في فارنا في بلغاريا. لعب مع نادي تشيرنو مور فارنا.